# Pichilemu
Pichilemu je mali turistički grad i općina u centralnoj zoni Čilea. Glavni je grad provincije Cardenal Caro. Plažu u Pichilemu nazivaju najboljom svjetskom plažom za surfanje.
Najpoznatija plaža je Punta de Lobos, gdje se ponekad održavaju natjecanja. Grad je pretvoren u plaže i odmarališta.

## Vanjske poveznice
- Pichilemu  Arhivirana inačica izvorne stranice od 19. svibnja 2015. (Wayback Machine)